# جوزيف كيبل
جوزيف كيبل (بالإنجليزية: Joseph Cable)‏ هو عسكري أمريكي، ولد في 1848 في كاب جيراردو في الولايات المتحدة، وتوفي في 15 أكتوبر 1877 في مونتانا في الولايات المتحدة.